# Wedding Album
《Wedding Album》(웨딩 앨범)은 존 레논과 요코 오노에 의해 발표된 세 개의 전위 음반 중 세 번째 전위 음반이다.

## 배경
베트남 전쟁이 한창이던 1969년 3월 20일 존과 요코는 영국령 지브롤터에서 결혼을 했다 - 그들은 모두 이혼한 경력을 갖고 있었다. 존은 1962년 신시아 파월과 결혼했지만 1968년 이혼했고, 요코 또한 1962년 영화 감독 앤서니 콕스와 결혼했지만 존과의 결혼 전인 1969년 이혼했다. 요코는 이전에 전위 음악 작곡가 이미 이치야나기 토시와 결혼한 적이 있어 두 번째 이혼이었다.
존과 요코는 그들의 신혼 여행이 언론을 통해 대대적으로 다루어 지는 것을 보고, 이것을 '평화를 홍보하는 데 이용하자"라고 생각했다. 그래서 그들은 일주일 후 한번 더 결혼할 것이라고 말하며, 3월 25일부터 1주일 동안 암스테르담의 힐튼 호텔 902호 실에서 공개적으로 '베드 인'(Bed-in)이라는 제목의 퍼포먼스를 실시한다고 발표했다. 당일 세계 각국의 보도진들이 '존과 요코가 공개적으로 섹스를 할 것'이라고 상상하며 호텔로 몰려들었다. 하지만 보도진들과의 상상과는 달리 존과 요코는 잠옷 차림으로 호텔 방 침대 위에서 보도진들과 평화에 관한 인터뷰를 나누었고, 이와 함께 즉흥 연주를 들려 주었다. 이것은 일종의 요코의 플럭서스 개념과 상통하며, 저항적 성격을 띠고 있었다. 이 '베드 인'은 3월 25일부터 3월 31일까지 오전 9시 ~ 오후 9시 까지의 시간에 매일 진행되었다.
당시 두 사람은 함께 작곡도 했으며, 이때 녹음한 곡이 바로 《Wedding Album》의 B면에 실리게 되는 <Amsterdam>이다. A면의 <John & Yoko>는 4월 22일과 27일, 양 일에 걸쳐 런던 애비로드 스튜디오에 녹음된 곡으로, 존과 요코가 그저 서로의 이름을 서로 부르는 내용의 것이지만, 발매 당시 '섹스의 기록이다!!' 등으로 선전 되었다.

## 곡 목록
모든 곡들은 특별한 언급이 없는 한 존 레논 & 요코 오노에 의해 작사, 작곡 되었다.
Side one
1. "John & Yoko" – 22:44

Side two
1. "Amsterdam" – 25:00

CD 보너스 트랙
1. ""Who Has Seen the Wind?" (요코 오노) – 2:05
2. ""Listen, the Snow Is Falling" (요코 오노) – 3:25
3. ""Don't Worry Kyoko (Mummy's Only Looking for Her Hand in the Snow)" (요코 오노) – 2:35

## 참여
- 존 레논 – 기타, 키보드, 심음, 보컬
- 요코 오노 – 보컬, 희귀한 소리, 심음
- 클라우스 부어만 – 일렉트릭 기타, 베이스 기타 (트랙 4)
- 니키 홉킨스 – 피아노, 튜블러 벨 (트랙 4)
- 휴 맥크라켄 – 피아노, 튜블러 벨 (트랙 4)